# ビジネスシンプル
ビジネスシンプルとはNTTドコモの携帯電話利用者の法人名義が対象の基本使用料及び通話料割引サービスである。

## 概要
NTTドコモの法人名義の「ビジネス割50」と、グループ契約回線数に応じ通話・通信料を割引する「ビジネス通話割引」をセットで申込ことで適用される割引となる。2年間の継続利用が条件となり、基本使用料が50％引き、2回線以上のグループであれば、グループ間通話及びiモードメールが無料となるほか、グループ以外の通話料も10％から30％の割引となる。
またその他に、個人名義のファミリー割引と同様に、無料通話分が2か月繰り越しても更にあまった分はグループ内で分け合えることができる。基本料割引である「ビジネス割50」は2年たつと自動更新となり、途中解約をすると9975円の解約金がかかる。
| グループの回線数            | グループの回線数                   | 1回線    | 2～30回線                     | 31～100回線                   | 101～1000回線                 |
| --------------------------- | ---------------------------------- | -------- | ----------------------------- | ----------------------------- | ----------------------------- |
| 基本料割引 ビジネス割50     | 基本料割引 ビジネス割50            | 50％割引 | 50％割引                      | 50％割引                      | 50％割引                      |
| 通話料割引 ビジネス通話割引 | 月額定額料                         | 対象外   | 無料                          | 525円（6か月無料）            | 945円（6か月無料）            |
| 通話料割引 ビジネス通話割引 | グループ内での通話料 iモードメール | 対象外   | 24時間無料（TV電話は60%引き） | 24時間無料（TV電話は60%引き） | 24時間無料（TV電話は60%引き） |
| 通話料割引 ビジネス通話割引 | グループ外への通話 パケット通信料  | 対象外   | 10%引き                       | 20%引き                       | 30%引き                       |